# Rieker
Die Rieker Holding AG mit Sitz im schweizerischen Thayngen ist die Dachgesellschaft der gleichnamigen Schuhmarke, die ursprünglich in Tuttlingen (Baden-Württemberg) gegründet worden war. Der Sitz der Unternehmensgruppe befindet sich seit den frühen 1970er Jahren in der Schweiz. 1985 wurde die Rieker Holding AG in Reiden, Schweiz, gegründet und 2007 nach Thayngen verlegt.
Die Unternehmensgruppe verfügt über mehrere Produktionsstätten in fünf Ländern, drei Designbüros sowie 16 Vertriebszentren und beschäftigt weltweit rund 20.000 Mitarbeiter. Sie versorgt etwa 8000 unabhängige Einzelhändler, hauptsächlich in Europa, mit Schuhen und Accessoires.
Für die Kollektion, Entwicklung, den Vertrieb und die Logistik sind verschiedene Standorte weltweit zuständig.

## Geschichte

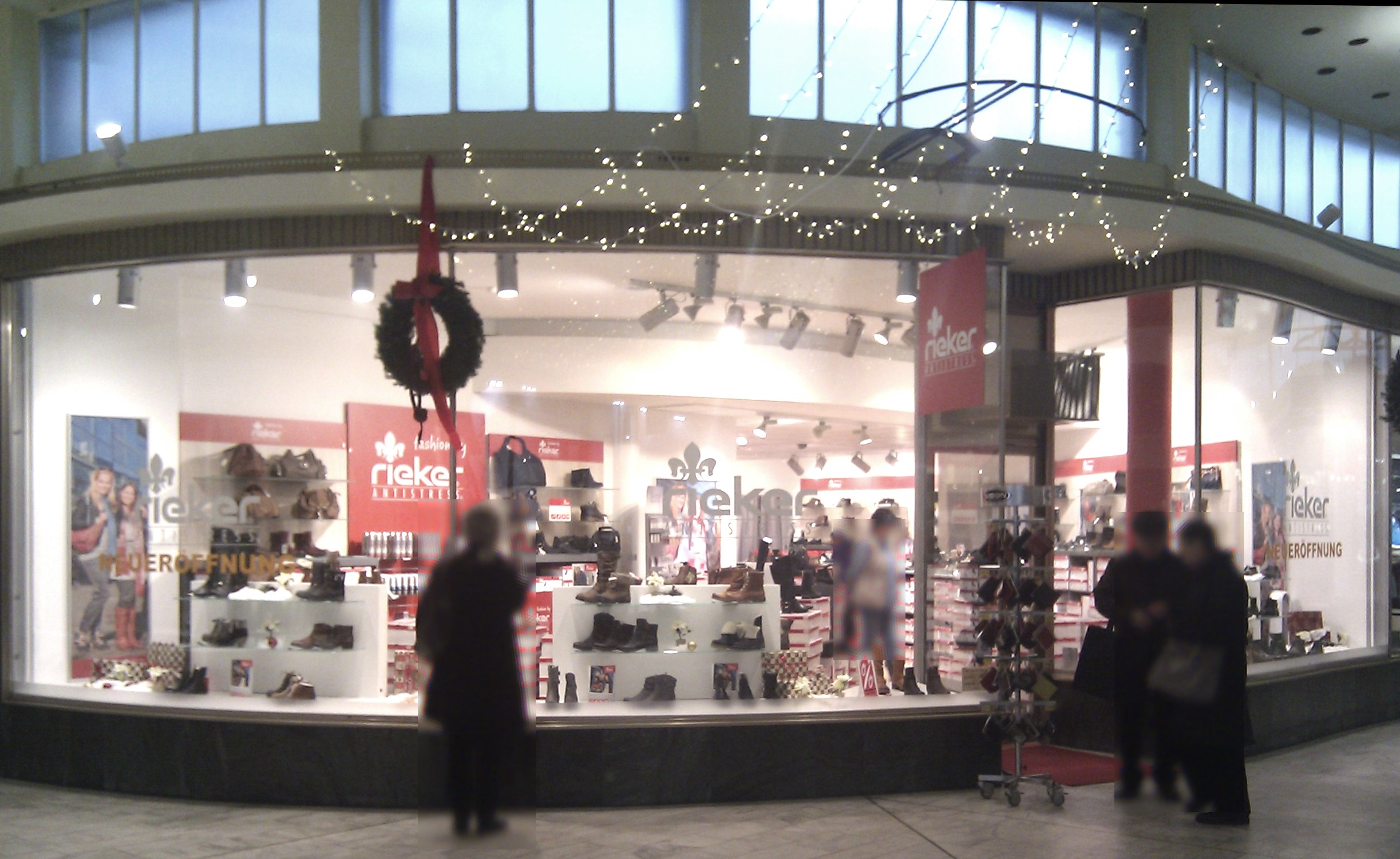
Eine Rieker-Filiale in Mannheim

Im Jahre 1874 wurde Rieker als erste Schuhfabrik in Tuttlingen von Heinrich Rieker und Carl Seitz unter dem Namen Rieker & Seitz gegründet. 1901 verliess Seitz das Unternehmen. Heinrich Rieker starb im Jahre 1905. Das Management übernahmen daraufhin seine drei Söhne Ernst, Heinrich und Karl Rieker. Der Unternehmensname wurde 1907 in Rieker & Co. geändert.
Das Unternehmen gehörte während der Zeit des Nationalsozialismus zu den deutschen Schuhunternehmen, die ihre Schuhe von KZ-Häftlingen im Konzentrationslager Sachsenhausen testen ließen. Dabei mussten die Häftlinge im sogenannten Schuhläufer-Kommando auf einer mit unterschiedlichen Belägen ausgestatteten 700 Meter langen Teststrecke mehrmals bis zu 40 Kilometer zurücklegen.
1969 erreichte die Beschäftigtenzahl des Unternehmens in Deutschland mit rund 2000 Mitarbeitern ihren Höhepunkt. Im selben Jahr wurde die Geschäftsführung den drei Cousins Kurt, Roland und Justus Rieker übergeben, welche die Gesellschaft in drei unabhängige Bereiche aufteilten. Justus Rieker übernahm die Produktion von Skistiefeln – diese Gesellschaft wurde später aufgelöst. Roland Rieker übernahm die Produktion von Kinder- und Jugendschuhen in Donaueschingen, die heute unter dem Namen Ricosta bekannt ist. Kurt Rieker übernahm in Tuttlingen die Produktion der sportlichen Damen- und Herrenschuhe.
In den frühen 1970er Jahren wurde der Sitz der Holdinggesellschaft in der Schweiz errichtet und die Produktion international ausgedehnt.
1975 ging die Geschäftsführung in die Hände von Kurt Riekers Sohn Markus über. Im selben Jahr wurde in Tunesien die erste ausländische Produktionsgesellschaft gegründet. Weitere Produktionsstätten wurden in der Slowakei, in Portugal, Rumänien, Marokko, Moldau und in Vietnam eröffnet.
Die Produktionsstätten in Portugal, Rumänien und Moldau wurden inzwischen wieder geschlossen.
Anfang 2002 erweiterte die Rieker-Gruppe ihr Geschäftsfeld mit der Übernahme der Schuh-Union, wodurch die Marken Servas, Remonte und Dorndorf unter einem Dach vereint wurden.

## Konzernstruktur
Die von Markus Rieker seit 1969 zunächst gemeinsam mit seinem Vater geführte Kurt Rieker KG in Tuttlingen firmierte 1979 in Rieker Schuhe GmbH um und wurde 1996 mit der Rieker Beteiligungsgesellschaft verschmolzen. Unter diesem Firmennamen wird das Unternehmen seit 2008 gemeinsam mit der Rieker Entwicklungsgesellschaft als Tochterunternehmen der Schuh-Union geführt. Mutterunternehmen ist die Rieker Antistress Group Holding  AG in Reiden, die 2006 ebenso wie die Rieker Finanz AG 1993 von der 1985 gegründeten Rieker Gruppe Holding AG (neu: Rieker Finance Group Holding AG, Reiden) abgespalten worden war und in dessen Verwaltungsrat Markus Rieker weiterhin mitwirkte. Weiteres Tochterunternehmen ist die Rieker Holding AG, die ihren Sitz 2007 nach Thayngen verlegte.

## Alte Logos

Vor 2019
2019